# Xosha Roquemore

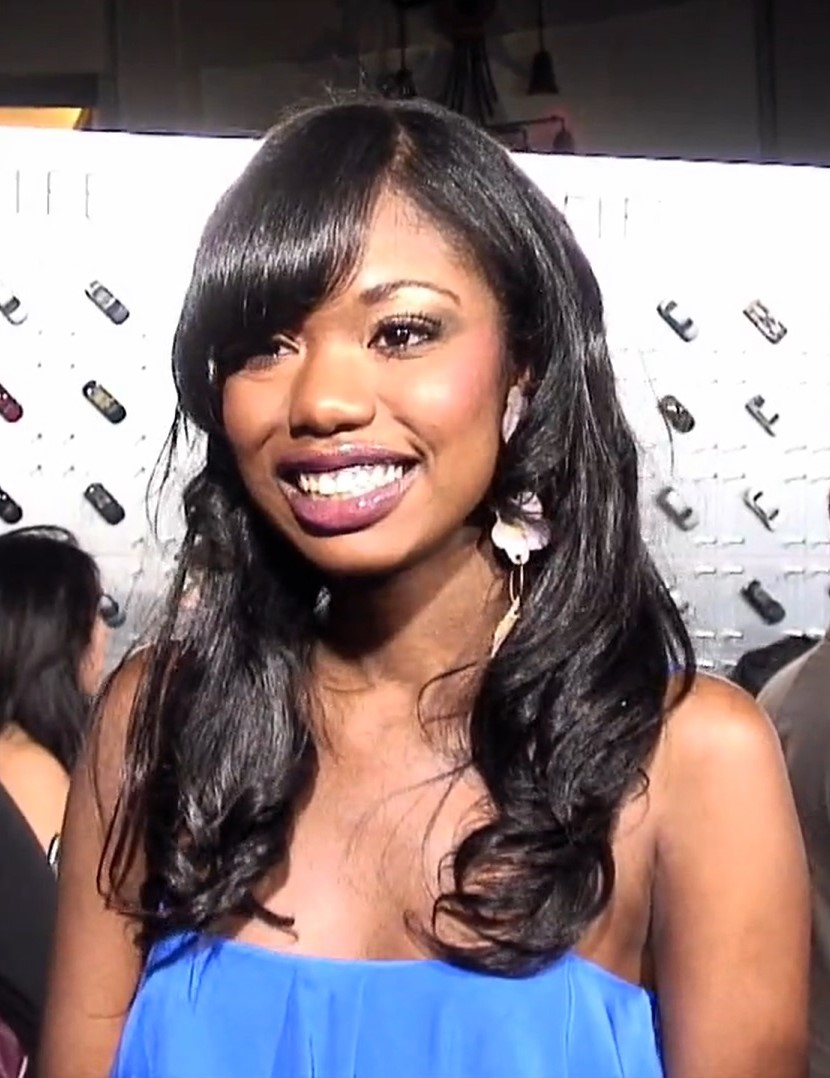
Xosha Roquemore, 2009

Xosha Kai Roquemore (/ˈzoʊʃəˈroʊkmɔːr/) (* 11. Dezember 1984 in Los Angeles, Kalifornien) ist eine US-amerikanische Schauspielerin.

## Karriere
Xosha Roquemore zog nach dem High-School-Abschluss nach New York City und absolvierte ein Studium an der New York University.
Ihren ersten größeren Fernsehauftritt hatte Roquemore 2008 in  Shades of Brooklyn Vol. 1. Danach spielte sie die Joann in Precious – Das Leben ist kostbar. Durch diese Rolle erlangte sie auch Bekanntheit. Nach Auftritten in 10 Dinge, die ich an dir hasse, Criminal Intent – Verbrechen im Visier, Rescue Me und Southland, war sie von 2013 bis 2017 in der Fernsehserie The Mindy Project zu sehen. Mit Beginn der zweiten Staffel wurde ihre Figur zu einer Hauptrolle erweitert.
Aus einer Beziehung mit dem Schauspieler Lakeith Stanfield hat Roquemore eine Tochter.

## Filmografie (Auswahl)
- 2008: Viralcom (Fernsehserie, Folge 1x04)
- 2008: Shades of Brooklyn Vol. 1
- 2009: Precious – Das Leben ist kostbar (Precious)
- 2009: Wasser und Blut (Rivers Wash Over Me)
- 2010: Nurse Jackie (Fernsehserie, Folge 2x01)
- 2010: 10 Dinge, die ich an dir hasse (10 Things I Hate About You, Fernsehserie, Folge 1x12)
- 2010: Criminal Intent – Verbrechen im Visier (Law & Order: Criminal Intent, Fernsehserie, Folge 9x15)
- 2010: My Boys (Fernsehserie, Folge 4x05)
- 2011: Rescue Me (Fernsehserie, Folgen 7x07–7x08)
- 2012: Southland (Fernsehserie, Folge 4x03)
- 2012: Price Check
- 2013: Let Clay Be Clay
- 2013: G.B.F.
- 2013–2017: The Mindy Project (Fernsehserie, 82 Folgen)
- 2013: Kristie (Fernsehserie, Folge 1x01)
- 2016: 9 Rides
- 2017: The Runaround – Die Nachtschwärmer (All Nighter)
- 2018: Mississippi Requiem
- 2018: I’m Dying Up Here (Fernsehserie, 8 Folgen)
- 2018: Brian Banks
- 2018: Roseanne (Fernsehserie, Folge 10x07)
- 2019: First Wives Club (Fernsehserie, 3 Folgen)
- 2019–2020: Black Monday (Fernsehserie, 6 Folgen)
- 2019–2022: Sherman’s Showcase (Fernsehserie, 2 Folgen)
- 2020: Cherish the Day (Fernsehserie, 2 Folgen)
- 2021: Colin in Black & White (Fernsehserie, Folge 1x01)
- 2021: Space Jam: A New Legacy (Stimme von Shanice James)
- 2021: Let's Get Merried (Fernsehfilm)
- 2022: Who Invited Charlie?
- 2022: Atlanta (Fernsehserie, Folge 3x10)
- 2023: Family Switch
- 2023: First Time Female Director
- 2024: The Sex Lives of College Girls (Fernsehserie, Folge 3x03)
- 2025: Captain America: Brave New World
- 2025: Forever (Fernsehserie, 8 Folgen)